# چارلز فولکز
چارلز فولکز (انگلیسی: Charles Foulkes; ۳ ژانویهٔ ۱۹۰۳ – ۱۲ سپتامبر ۱۹۶۹) فرد نظامی اهل بریتانیا بود. وی همچنین برندهٔ جوایزی همچون نشان حمام و نشان امپراتوری بریتانیا شده‌است.